# Grabiny (gmina Sadowne)
Grabiny – wieś w Polsce położona w województwie mazowieckim, w powiecie węgrowskim, w gminie Sadowne. Ma status sołectwa.
Wieś królewska położona była w drugiej połowie XVI wieku w powiecie kamienieckim ziemi nurskiej województwa mazowieckiego. W latach 1975–1998 miejscowość administracyjnie należała do województwa siedleckiego.
10 września 1939 żołnierze niemieccy w odwecie za opór wojsk polskich, po wkroczeniu do wsi zamordowali 10 mieszkańców i wielu uciekinierów z innych miejscowości, spalili także część wsi. W marcu 1943, Niemcy po spędzeniu mieszkańców z okolicznych wsi i po przesłuchaniach w budynku szkoły zamordowali 10 osób, 17 innych wywieziono do obozu w Treblince.
Wierni Kościoła rzymskokatolickiego należą do parafii św. Jana Chrzciciela w Sadownem.